# Leïla de Dampierre
La comtesse Leïla de Dampierre (Constantinople, 1er avril 1891 - Paris, 25 juillet 1955) est une femme de lettre française, poétesse, romancière, mémorialiste, peintre sur soie et dessinatrice : elle illustra notamment du récit de son époux sur l'équipée de la légation de France en Norvège en 1940 après l'invasion nazie.

## Biographie
Fille de Selim Melhame, maronite, fonctionnaire puis ministre dans l'Empire ottoman et d'Aimée Crespin, elle-même fille d'Alexandre Crespin, négociant et consul de la République française à Constantinople, elle épouse un officier français, Raymond de Boulloche dont elle a un fils, Georges, en 1913 alors que son mari est en garnison à Reims. Le capitaine de Bouloche meurt en captivité en Allemagne en 1918. 
Partie pour l'Italie après la guerre, elle compose son premier recueil de poèmes, Heures tristes à Florence et séjourne à Rome où elle rencontre son second époux, Robert de Dampierre (1888-1974) (de), également veuf avec un enfant. Elle publie Amor Roma en 1931 qui est un succès couronné par l'Académie française.
Robert de Dampierre est nommé à l'ambassade de Belgrade, en 1935 où Leïla publie Reflets et mirages, puis au Canada en 1937 où elle écrit Espaces, poèmes du Canada et enfin en Norvège en 1940 qu'elle doit évacuer après l'invasion allemande, son mari restant auprès du gouvernement norvégien. Robert de Dampierre rejoint sa femme en France, le 12 mai à Langeais.
Son mari nommé à l'ambassade France en Hongrie, elle y fonde une œuvre de secours aux prisonniers de guerre français en Allemagne, dont certains camps sont proches de la frontière hongroise. Elle ignore toujours si son fils mobilisé en 1939 est vivant. Elle vient en aide aux évadés français venus chercher refuge en Hongrie
En 1942, en désaccord avec Vichy, Robert de Dampierre démissionne de son poste mais le couple reste en Hongrie pour continuer l'œuvre entreprise auprès des prisonniers et, plus discrètement, des évadés.
Le 19 mars 1944, l'armée allemande entre en Hongrie sous le prétexte de la soutenir face aux Soviétiques, la Gestapo arrête Leïla (son mari bien que démissionnaire, bénéficie toujours du statut diplomatique) et la déporte dans un "Camp d'éducation par le travail". Selon le témoignage de ses codétenus, elle partage avec les autres le peu de nourriture dont elles disposent et les encourage dans l'épreuve. Elle est libérée juste avant l'invasion soviétique de la Hongrie et retrouve son mari. Ils obtiennent leur rapatriement au printemps 1945. Elle apprend que sa mère est morte à Florence, en décembre 1944 et que son fils, Georges de Boulloche, est vivant, sain et sauf, et a fait campagne en Italie avec l’armée du général Juin.
Après la guerre, le couple part pour l'ambassade au Chili puis en Scandinavie et c'est à Stockholm que Leïla publie Poèmes du Nord. Souffrante, elle meurt le 25 juillet 1955, à Paris.

## Œuvres
- Heures tristes (poèmes)
- Amor Roma , 1931. Prix d'Académie 1932.
- Reflets et mirages (poèmes)[8]
- Espaces, poèmes du Canada
- De l'ambassade au bagne nazi, 1945.
- Poèmes du Nord